# Depoe Bay
Depoe Bay est une ville du comté de Lincoln, en Oregon, États-Unis. Située sur l'U.S. Route 101 et jouxtant l'océan Pacifique, elle possède une petite baie du même nom où se situe un port d'une superficie de 24 000 m2 que la ville revendique comme « le plus petit au monde ».
C'est ici, en 1975, que fut tourné une célèbre scène du film Vol au-dessus d'un nid de coucou où Randle P. McMurphy (Jack Nicholson) emmène une partie des autres pensionnaire de l'hôpital psychiatrique où ils sont internés, dans une mémorable partie de pêche en mer.

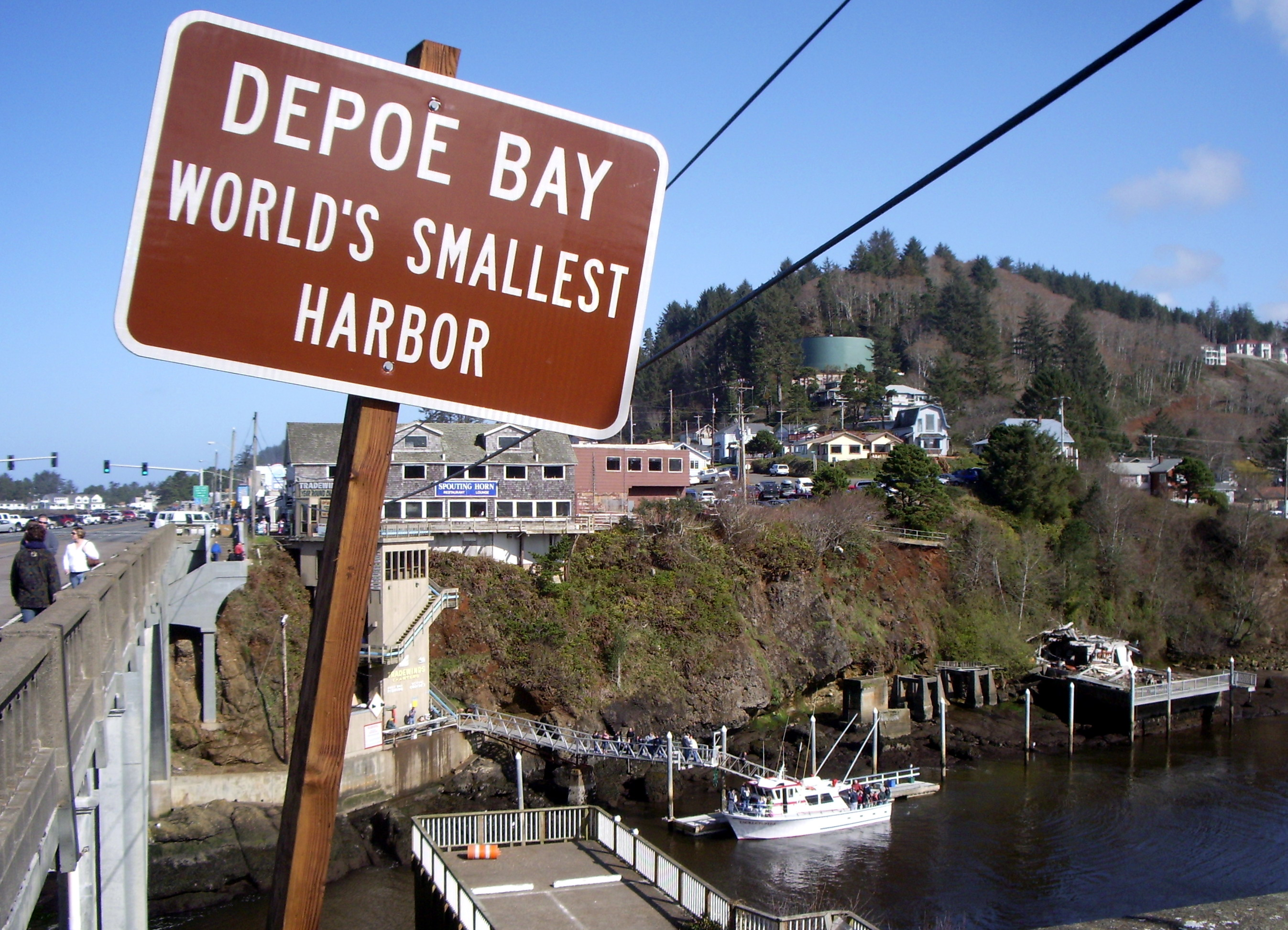
Panneau revendiquant comme « le plus petit port au monde »
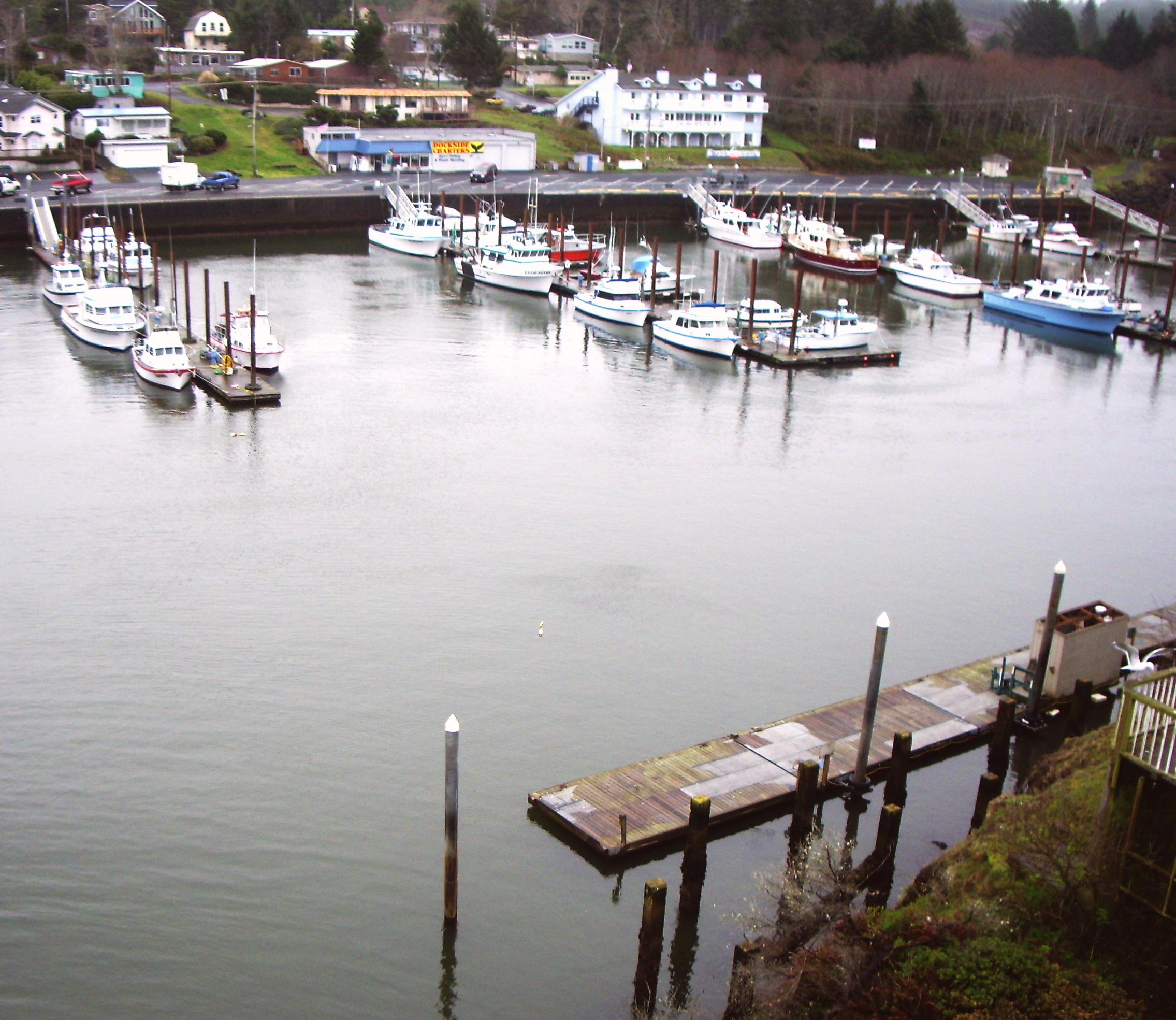
Port de Depoe Bay
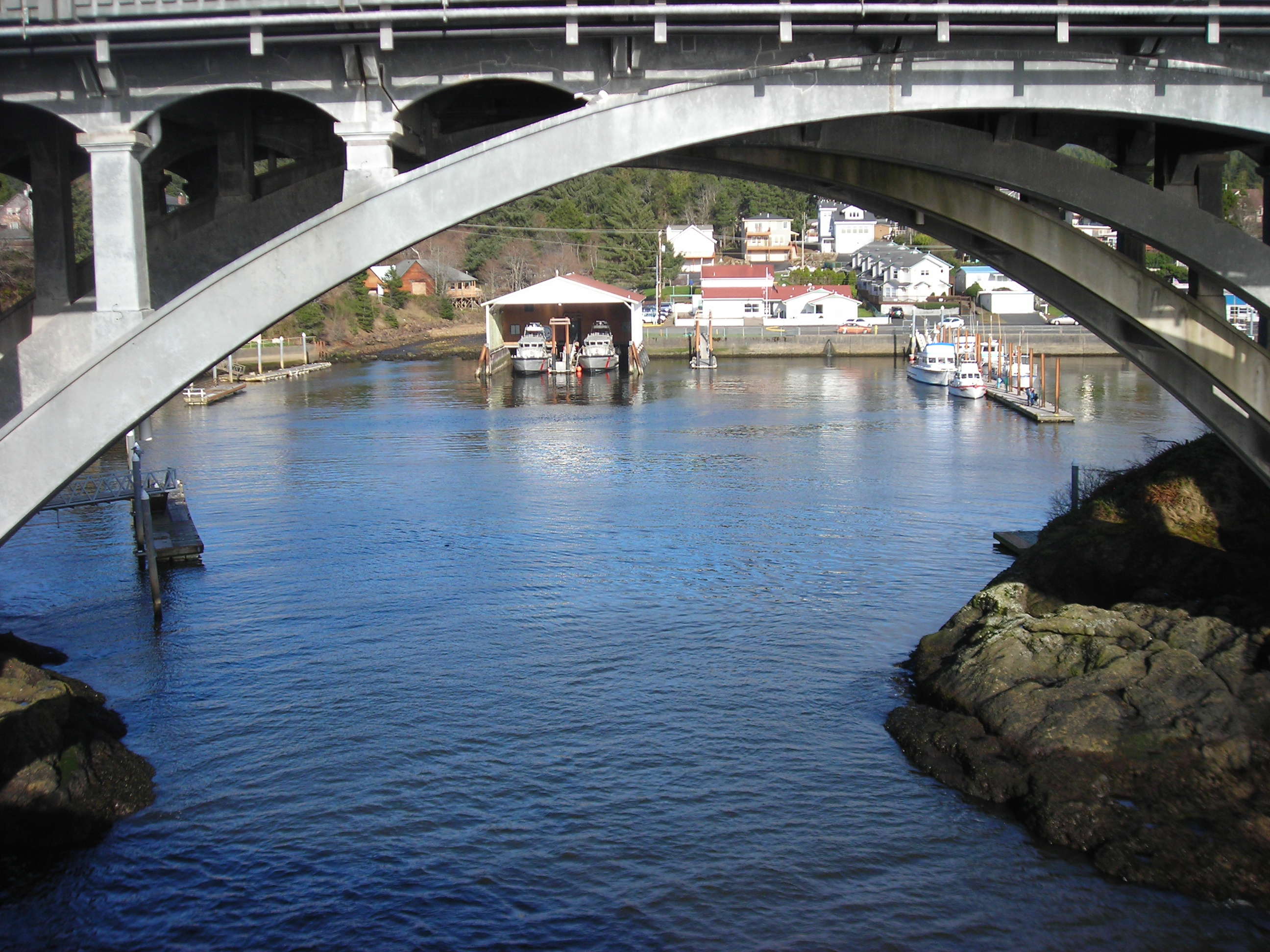
Pont enjambant l'entrée du port